# Dama gwarliwa
Dama gwarliwa (Lorius garrulus) – gatunek średniej wielkości ptaka z rodziny papug wschodnich (Psittaculidae) zamieszkujący Moluki. Czasem również jest określana jako lora żółtogrzbieta.

## Charakterystyka
Dama gwarliwa mierzy około 30 cm oraz waży 180–250 g. Samce i samice wyglądają identycznie. W ubarwieniu dominuje czerwień. Skrzydła i uda są zielone. U nasady skrzydeł widoczna żółta plama. Obecność żółtej plamy na grzbiecie zależy od podgatunku. Czerwony ogon zakończony jest czarnozieloną końcówką. Dziób pomarańczowy. Oczy są pomarańczowoczerwone, a pierścień wokół nich szary. Młode przypominają dorosłe, lecz ich dziób jest brązowawy, a oczy brązowe.

### Podgatunki
IOC wyróżnia 3 podgatunki damy gwarliwej:
- Lorius garralus morotaianus (van Bemmel, 1940) – zamieszkuje wyspy Morotai oraz Rau. Na grzbiecie obecna blada żółta plama rozmyta zielonym;
- Lorius garralus garralus (Linnaeus, 1758)  – wyspy Halmahera, Widi oraz Ternate. Grzbiet czerwony;
- Lorius garralus flavopalliatus Salvadori, 1877 – Kasiruta, Bacan, Wyspy Obi oraz Mandioli. Wyraźna, żółta plama na grzbiecie, skrzydła są jaśniejsze niż u pozostałych podgatunków[7].

## Pożywienie
Na wolności damy gwarliwe żywią się pyłkiem, nektarem, owocami i kwiatami. W niewoli karmione są specjalnym pokarmem dla lor oraz dodatkowo podawane też są owoce, warzywa i niewielkie ilości miękkich nasion.

## Rozród
Samica składa najczęściej 2 jaja. Inkubacja trwa 28 dni. Pisklęta karmione są przez oboje rodziców. Po upływie ponad dwóch miesięcy młode opierzają. W wieku 10–11 tygodni opuszczają dziuplę.

## Status i ochrona
IUCN uznaje damę gwarliwą za gatunek narażony (VU – Vulnerable). Trend liczebności populacji jest spadkowy. Głównym zagrożeniem jest nielegalny obecnie odłów tych ptaków do niewoli – jest to najpopularniejszy ptak eksportowany ze wschodniej Indonezji. Gatunek ten jest ujęty w II załączniku konwencji waszyngtońskiej (CITES).